# 富坂晶
富坂 晶（とみさか あきら、1978年11月2日 - ）は、日本の女性声優。沖縄県出身。

## 経歴
思っていることを表に出すことが苦手なため、人前に出て何かをすることはとんでもない感じだったという。卒業文集にも「お花屋さんになりたい」と書いていたという。姉の影響で職業としての声優を知り、「私も声優になりたい」と思い始めたという。
高校時代は『SLAM DUNK』の影響でバスケ部に入部したかったという。その時のバスケの人気は凄く、入部希望者がズラーッと並んでおり、「ここじゃずっとボール拾いだな」と思い、断念して、柔道部に1年間、所属していた。2回試合に出て、1勝1敗だったという。高校卒業したら声優になることを決めていたため、部活動は1年生の時だけで、後の2年間は上京資金を貯めるためにアルバイトをすると決めていたという。
代々木アニメーション学院、日本ナレーション演技研究所卒業。
2007年10月でアーツビジョンを退社し、沖縄へ帰郷。2010年7月、オリジナルアニメーションDVD版『紅』のルーシー・メイ役にて一時的に声優業に復帰した。

## 人物
方言は沖縄弁。
趣味・特技は頭に足をつけることができ、第一関節を曲げることもできる。

## 後任
富坂の引退後、持ち役を引き継いだりした人物は以下の通り。
| 後任     | 役名                     | 作品               | 後任の初出演                    |
| -------- | ------------------------ | ------------------ | ------------------------------- |
| 植田佳奈 | アムルリネウルカ・クーヤ | 『うたわれるもの』 | 『うたわれるもの ロストフラグ』 |

## 出演
太字はメインキャラクター。

### テレビアニメ
2001年
- ぱにょぱにょデ・ジ・キャラット（王子 他）
- パラッパラッパー（生徒）

2002年
- 朝霧の巫女（女子）
- 犬夜叉（ひとみ）
- 王ドロボウJING
- ギャラクシーエンジェル（第3期）（2002年 - 2003年、ウェイトレス、アナウンス、B子、基地内アナウンス）
- サイキックアカデミー煌羅万象（女子生徒）
- ぴたテン（さだみ、男子生徒、悪ガキ）
- プリンセスチュチュ（ヤン子）
- 炎の蜃気楼（若者）
- 陸上防衛隊まおちゃん（三田舞子、カンガルーエイリアン 他）

2003年
- グリーングリーン（女子生徒）
- GetBackers-奪還屋-（看護師）
- D.C. 〜ダ・カーポ〜（生徒、子供）
- 超ロボット生命体トランスフォーマー マイクロン伝説（アレクサ、ウィーリー / バンブル）
- 魔法遣いに大切なこと（女性職員）
- ロックマンエグゼAXESS（アナウンス）

2004年
- ごくせん（女の子）
- スクラップド・プリンセス（オードリー）
- DearS（テレビの主婦 他）
- トランスフォーマー スーパーリンク（アレクサ）
- 爆裂天使（女生徒C）
- 花右京メイド隊 La Verite（警備部メイド 他）
- 美鳥の日々（襲われる女性）
- モンキーターン（波多野かんな）
- モンキーターンV（波多野かんな）

2005年
- ARIA The ANIMATION（先輩1、ウンディーネ1、昭夫）

2006年
- うたわれるもの（アムルリネウルカ・クーヤ）
- パンプキン・シザーズ（セシル）
- MÄR-メルヘヴン-（マルス）
- 夢使い（水野桂）
- RED GARDEN（ケイト・アシュレイ）

2007年
- がくえんゆーとぴあ まなびストレート!（部員）
- 鉄子の旅（キクチ）

### OVA
- 私立荒磯高等学校生徒会執行部（2002年）
- アカネマニアックス（2004年、女生徒）
- デッドガールズ（2007年、ケイト・アシュレイ）
- 紅（2010年、ルーシー・メイ）

### ゲーム
- アカネマニアックス〜流れ星伝説剛田〜（女子2）
- カタン（アリス）
- ラジアータ ストーリーズ（2005年、マリエッタ）
- マブラヴ全年齢版（2006年、弓道部の後輩3）
- うたわれるもの 散りゆく者への子守唄（2006年、アムルリネウルカ・クーヤ）
- Routes PE、Routes POTABLE（2007年、高井鈴美）

### 吹き替え
- アイスエイジ2（ジェームズ）
- インベージョン（オリバー）
- インベイド（ドーン・デシルビア）
- おさるのジョージ
- カーサ・エスペランサ 〜赤ちゃんたちの家〜（ピト）
- 狐怪談
- クリムゾン・アイランド
- コンバッション
- 戦争のはじめかた（ロビン・リー）
- セイビング・ジェシカ・リンチ
- 世界でいちばん不運で幸せな私
- ゾルタン★星人（ワンダ）
- ソルトン・シー
- チャーリーと14人のキッズ
- ヘラクレス（女の子）
- ヘレンとフランクと18人の子供たち（ラウ）
- ミディアム 霊能者アリソン・デュボア（ブリジット・デュボア）
- メントーズ
- ラグラッツ（キミー）
- スーパーナチュラル　シーズン1
- わたしたちの島で わんぱくアザラシのモーセ（スティーナ）

### ドラマCD
- MとNの肖像 ドラマCD（女子生徒）
- webラジ voice theater 「お・り・が・み」天の門（クラリカ）
- ルボー・サウンドコレクション しのぶこころは（少年忍者）
- RUBY CD COLLECTION その腕で溺れたい（母親）
- TVアニメ「うたわれるもの」オリジナルドラマ〜トゥスクルの内乱〜（アムルリネウルカ・クーヤ）
- Dramatic CD Collection 緋色の欠片（亡霊の少年）
- ARIA The ANIMATION ドラマCD II（女の子B）

### その他
- 集まれ昌鹿野編集部 #26ゲスト
- ノン子とのび太のアニメスクランブル 2006年11月10日#813ゲスト（文化放送）
- うたわれるものらじお #21ゲスト（音泉）
- RG RADIO #03,#04,#17ゲストパーソナリティ（音泉）
- アニメぱらだいす 2007年8月13日#717「デッドガールズ特集」ゲスト（キッズステーション）
- NISSAN あ、安部礼司〜BEYOND THE AVERAGE（JFN系 南野凪子役）